# Une fleur en enfer
Pour plus de détails, voir Fiche technique et Distribution.
Une fleur en enfer ou Les Fleurs de l'enfer (hangeul : 지옥화 ; hanja : 地獄花 ; RR : Jiokhwa ; MR : Chiok'wa) est un film sud-coréen produit et réalisé par Shin Sang-ok, sorti en 1958.

## Synopsis
Un jeune homme, Dong-sik, part de sa campagne pour rejoindre son frère ainé Young-sik à Séoul. Ce dernier fait partie d'un groupe de voleurs qui revendent au marché noir des produits volés sur une base américaine. Dong-sik ne tarde pas à faire la connaissance de la petite amie de son frère, la sculpturale et vénéneuse Sonya, qui travaille dans le domaine du service à la personne auprès des soldats américains.

## Fiche technique
Sauf indication contraire, les informations mentionnées dans cette section peuvent être confirmées par la base de données cinématographiques IMDb,  présente dans la section « Liens externes ».
- Titre original : 지옥화, Jiokhwa
- Titre français : Une fleur en enfer
- Réalisation : Shin Sang-ok
- Scénario : Lee Jeong-seon
- Musique : Son Mok-in
- Photographie : Kang Beom-goo
- Montage : Kim Yeong-hie
- Production : Shin Sang-ok
- Société de production : Seoul Films
- Société de distribution : n/a
- Budget : 28 millions wons (estimation)[2]
- Pays de production :  Corée du Sud
- Langue originale : coréen
- Format : noir et blanc - 35 mm- 1,37:1 - son Mono
- Genres : drame et film de gangsters
- Durée : 87 minutes
- Date de sortie :
  - Corée du Sud : 20 avril 1958

## Distribution
- Kim Hak : Young-sik, un gangster
- Choi Eun-hee : Sonya, une femme fatale travaillant dans le domaine du service à la personne auprès du personnel militaire américain, conjointe non exclusive du précédent
- Jo Hae-won : Dong-sik, un freluquet
- Gang Seon-hui : Julie, une jeune fille travaillant dans le domaine du service à la personne auprès du personnel militaire américain

## Production
Le tournage a lieu à Séoul, dont la gare.

## Distinction

### Récompense
- Buil Film Awards 1959 : meilleure actrice pour Choi Eun-hee[4]